# Бейч, Александр Даллас
Александр Даллас Бейч (англ. Alexander Dallas Bache; 1806—1867) — американский инженер.

## Биография
Александр Даллас Бейч родился 19 июля 1806 года в Филадельфии.
Правнук Бенджамина Франклина, воспитывался в Военной академии в Вест-Пойнте и в 1825 году был определен в топографический инженерный корпус.
В 1827 году был профессором естественных наук Филадельфийского университета, в 1836 году избран в президенты Жирардовского колледжа, после чего отправился в Европу для ознакомления с системами воспитания в Англии, Франции, Германии и Швейцарии.
По возвращении в США в 1838 году он принялся за организацию учебного дела в родном городе на началах полнейшей свободы, и когда в 1842 году цель эта была достигнута, снова вернулся к профессуре, возобновив свои лекции по естественным наукам.
С 1843 года и до самой смерти был суперинтендантом Американской береговой службы (U.S. Coast Survey), которая из всех научных организаций США на тот момент располагала самым крупным бюджетом. На этом посту оказал существенное влияние на становление американской науки. 
Иностранный член Лондонского королевского общества (1860), иностранный член-корреспондент Петербургской академии наук c декабря 1861 года по отделению физико-математических наук (разряд математических наук). 
В 1863 году вошёл в число членов-основателей Национальной академии наук США и стал её первым президентом (1863—1867).
Александр Даллас Бейч скончался 17 февраля 1867 года в городе Ньюпорте.